# Свєтлий (місто)
Свє́тлий (рос. Светлый), до 1947 року — Ціммербуде (нім. Zimmerbude) — місто обласного значення в Калінінградській області Російської Федерації. Адміністративний центр Свєтловського міського округу.

## Історія
У межах сучасного міста Свєтлого раніше знаходились три населених пункти: Ціммербуде, Неплекен і Пайзе.
Населений пункт Пайзе (нині мікрорайон Комсомольський) вперше згадується у Фішгаузенській хроніці, датованій 1305 роком. Назва поселення перекладається, як «місцевість біля лісу». У 1366 році єпископ Бартоломеус надав дозвіл розпочати звідси заселення нових територій на Земландському півострові. Тоді в Пайзе існував замок, що належав Земландському єпископу й був зруйнований в орденські часи.
На північний схід від Пайзе знаходилось рибальське село Ціммербуде, яке до 1601 року належало Освальду фон Таубенгайму. У 1669 році Ціммербуде було подароване, як нагорода, колишньому вихователю короля Фрідріха I Ебенгарду фон Данкельману. Станом на 1720 рік у селі налічувалось 16 наділів землі, проживало 12 рибалок і стільки ж селян. Мешканці села належали до церковного приходу Меденау. Кількість населення зростала й до 1858 року становила 634 людини. У 1894 році почалося будівництво каналу Кенігсберг — Піллау, що завершилося 1901 року. Канал проходив уздовж південної околиці Ціммербуде. Під час його будівництва в селищах були підняті мостові, облаштовані гавані, обладнані сигнальні станції. Згодом була побудована електростанція, прокладена залізниця й відкрито залізничний вокзал.
1 квітня 1901 року відбулося об'єднання трьох поселень (Ціммербуде, Пайзе і Неплекен) в єдину церковну громаду з населенням 1500 осіб. У 1920-ті роки в Ціммербуде була побудована нова школа. Перед початком Другої світової війни в Ціммербуде проживало 742 особи, тут функціонували магазин, трактир, пекарня, готель «Вальдшлосхен», церква, жандармерія, залізничний вокзал, комбікормовий завод. У 1930-ті роках у Ціммербуде була побудована електростанція, друга за потужністю в Німеччині, оснащена найсучаснішим на той час обладнанням. Електростанція забезпечувала електричною енергією більшу частину Земландського півострова, включаючи Кенігсберг.
17 квітня 1945 року війська 43-ї армії 3-го Білоруського фронту практично без бою зайняли населені пункти Циммербуде, Пайзе і Неплекен.
Указом Президії Верховної Ради РРФСР від 17 червня 1947 року в складі Приморського району було утворено Сільську раду з адміністративним центром у населеному пункті Світле (колишній селище Ціммербуде).
Рішенням Калінінградського облвиконкому від 1 серпня 1949 року № 758 селище Світле отримало статус робочого селища.
Указом Президії Верховної Ради РРФСР від 6 жовтня 1955 року робітниче селище Світле було перетворене в місто районного підпорядкування Свєтлий.
У 2008 році місто Свєтлий стало центром муніципального утворення «Свєтловський міський округ».

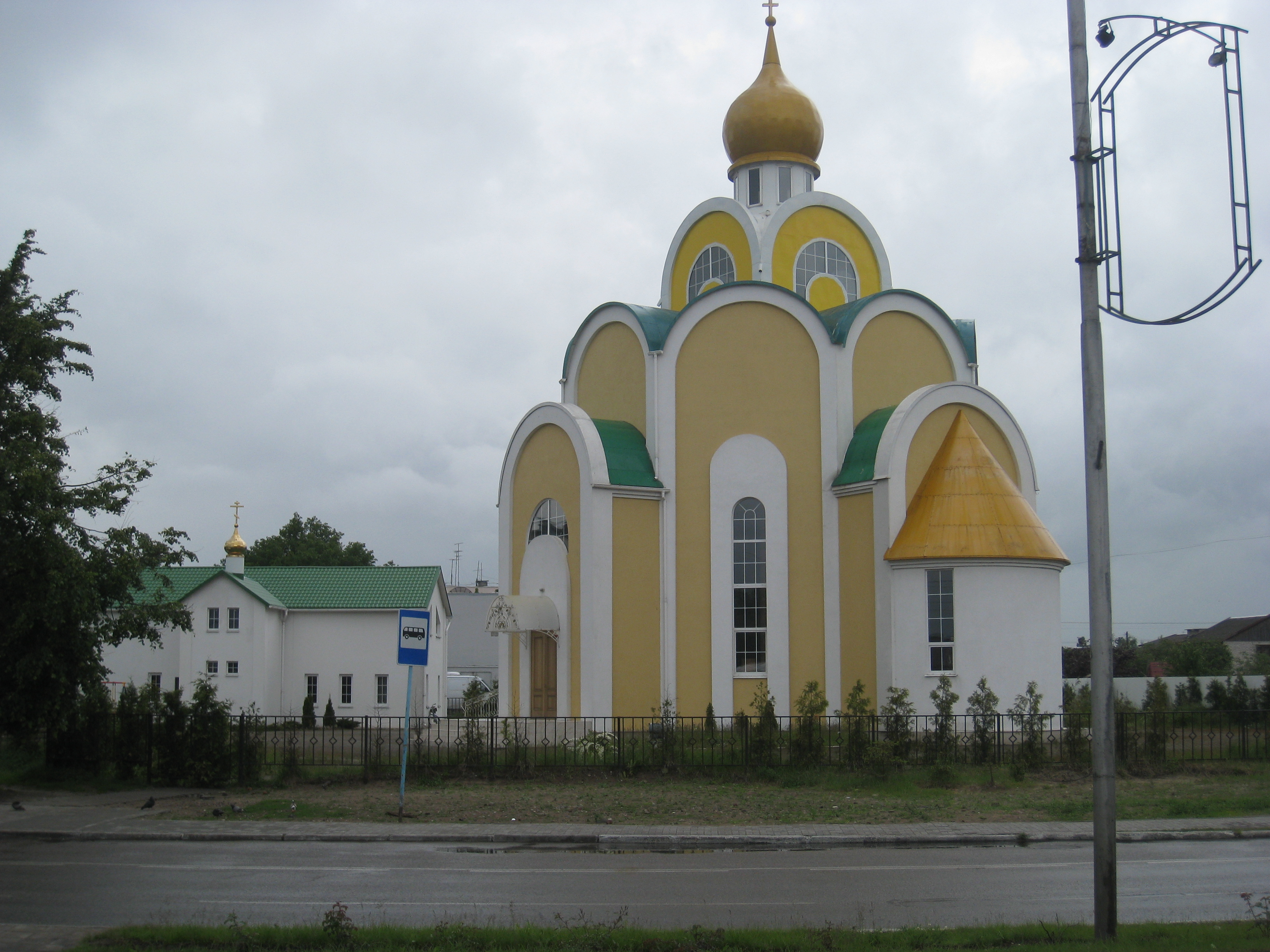
Храм Святої Великомучениці Варвари.

## Населення

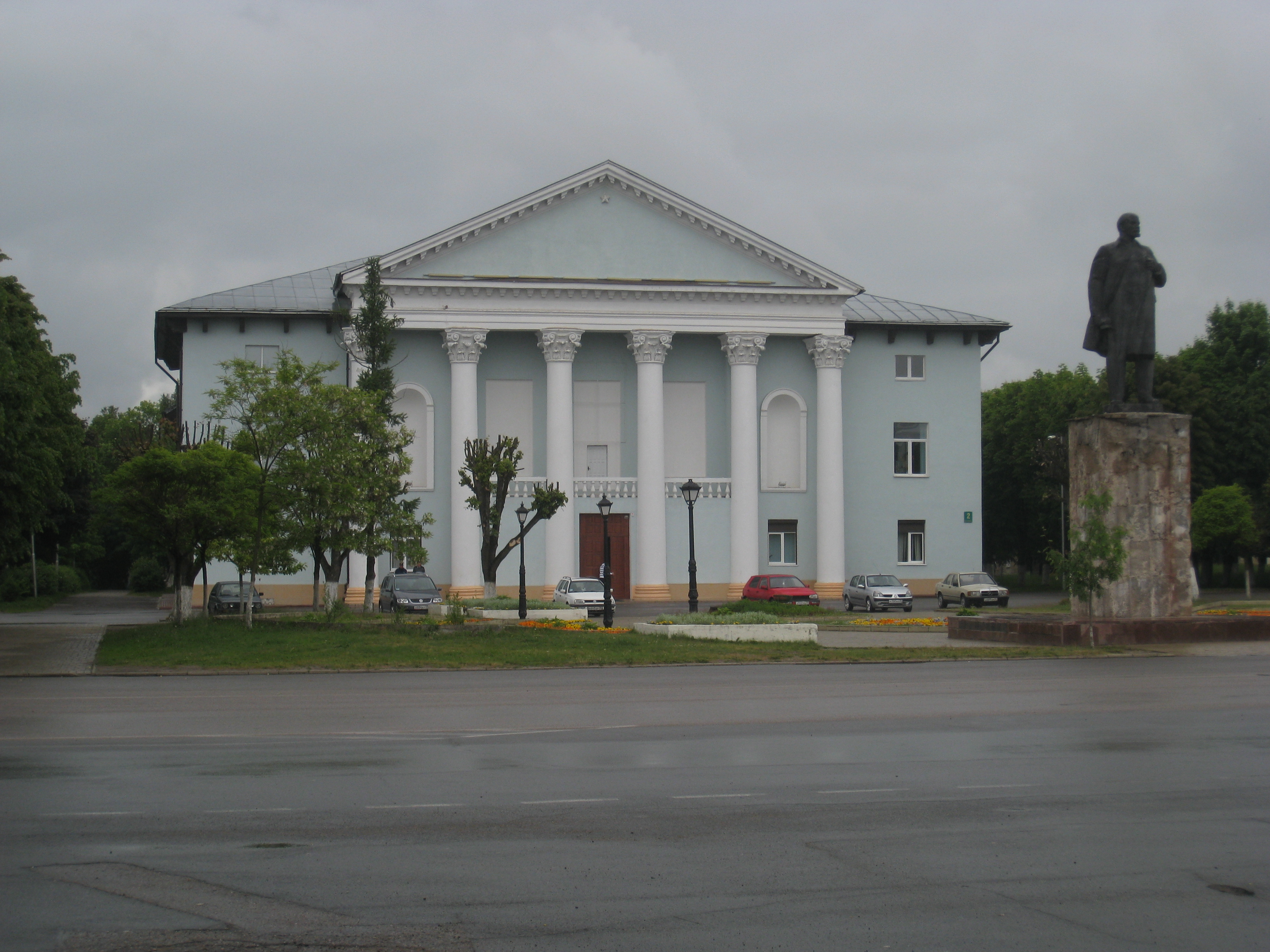
Будинок культиру і пам'ятник В. І. Леніну.

| 1933 | 1959 | 1970  | 1979  | 1989  | 2002  | 2010  | 2015  |
| ---- | ---- | ----- | ----- | ----- | ----- | ----- | ----- |
| 921  | 7419 | 14836 | 17031 | 19936 | 21745 | 21375 | 21849 |

## Культові споруди
У 1855 році в місті на теперішній вулиці Максима Горького була збудована лютеранська кірха. Поруч з кірхою, але дещо окремо, була дзвіниця. Нині в перебудованій будівлі кірхи знаходиться банк і спортивний зал.
Храм Благовіщення Пресвятої Богородиці по вулиці Лісовій, 8 у 1993 році був освячений митрополитом Смоленським і Калінінградським Кирилом.
Також у місті є храм Святої Великомучениці Варвари.

## Пам'ятники
У місті встановлено пам'ятник Володимиру Леніну (1973) і пам'ятник Ветеранам локальних війн (2007).

## Відомі уродженці
- Матвєєв Максим Олександрович (1982) — російський актор театру і кіно.
- Розінкевич Дмитро Васильович (1974) — російський олімпієць, заслужений майстер спорту з академічного веслування.